# Muhammad ibn Abi Husayn
Muhammad ibn Abi Husayn (fl. IX secolo) è stato un emiro di Sicilia per conto della dinastia aghlabide.
Dopo la morte dell'emiro Muḥammad ibn Khafāja, si alternarono in breve tempo in Sicilia vari governatori. Muhammad ibn Abi Husayin fu scelto nell'871, ma fu sostituito nello stesso anno da Rabah ibn Yakub ibn Fezara.